# ジョシュ・リンドブロム
ジョシュア・ウィリアム・リンドブロム（Joshua William "Josh" Lindblom, 英語発音: /ˈʤɑʃ ˈlɪndbləm/; 1987年6月15日 - ）は、アメリカ合衆国インディアナ州ラファイエット出身の元プロ野球選手（投手）。右投右打。

## 経歴

### プロ入り前
2005年のMLBドラフト3巡目（全体104位）でヒューストン・アストロズから指名されたが、契約せずにテネシー大学へ進学。
2007年からはパデュー大学でプレーした。

### ドジャース時代
2008年のMLBドラフト2巡目（全体61位）でロサンゼルス・ドジャースから指名され、6月20日に契約。契約後、傘下のA級グレートレイクス・ルーンズでプロデビュー。8試合に先発登板して防御率1.86と好投したため、8月にAA級ジャクソンビル・サンズへ昇格。AA級ジャクソンビルでは1試合に登板した。
2009年はAA級チャタヌーガ・ルックアウツで14試合（先発11試合）に登板して3勝5敗・防御率4.71・46奪三振の成績を残した。7月にAAA級アルバカーキ・アイソトープスへ昇格。ここでは20試合（先発3試合）に登板して3勝0敗1セーブ、防御率2.54、36奪三振を記録した。
2010年はAAA級アルバカーキで40試合（先発10試合）に登板して3勝2敗、防御率6.54・84奪三振を記録した。
2011年はAA級チャタヌーガで開幕を迎えた。5月29日にケンリー・ジャンセンが故障者リスト入りしたため、ドジャースとメジャー契約を結び、6月1日のコロラド・ロッキーズ戦でメジャーデビュー。3点ビハインドの7回表から登板し、2安打無失点に抑えた。昇格後はリリーフとして8試合に登板したが、6月18日にジャンセンが再び故障者リストから復帰したため、AA級チャタヌーガへ降格した。7月29日にメジャーへ再昇格。リリーフに定着したが、8月24日に故障者リスト入りしていたジャンセンが復帰したため、AA級チャタヌーガへ降格した。8月31日にマット・ガリアーが育休リスト入りしたため、再昇格した。この年メジャーでは27試合に登板して1勝0敗、防御率2.73、28奪三振を記録した。
2012年は開幕からリリーフとして定着し、48試合に登板。2勝2敗、防御率3.02、43奪三振を記録した。

### フィリーズ時代
2012年7月31日にシェーン・ビクトリーノとの1対2のトレードで、イーサン・マーティンと共にフィラデルフィア・フィリーズへ移籍した。移籍後は26試合に登板して1勝3敗1セーブ、防御率4.63、奪三振を記録した。2球団合計では74試合に登板して3勝5敗1セーブ、防御率3.02奪三振を記録した。

### レンジャース時代
2012年12月9日にマイケル・ヤングとのトレードで、リサルベルト・ボニーヤと共にテキサス・レンジャーズへ移籍した。
2013年2月20日にレンジャーズと1年契約に合意。3月30日に傘下のAAA級ラウンドロック・エクスプレスへ配属され、そのまま開幕を迎えた。5月20日にデレク・ロウが不調でDFAとなったためメジャーへ昇格し、同日のオークランド・アスレチックス戦に先発としてメジャー初登板を果たしたが、4.2回を7安打4失点で敗戦投手となり、翌21日にAAA級ラウンドロックへ降格した。6月9日に再昇格。その後は3試合に登板したが勝利に貢献することはできず、6月21日に再びAAA級ラウンドロックへ降格した。7月1日にカイル・マクレランが不調でDFAとなったため再昇格し、リリーフとして3試合に登板。いずれの試合も無失点に抑え、7月10日のボルチモア・オリオールズ戦から先発に復帰したが、5.1回を9安打6失点と打ち込まれ、翌11日にAAA級ラウンドロックへ降格した。この年はメジャーデビュー以来初めての一桁登板となる8試合の登板にとどまり、1勝3敗、防御率5.46だった。

### アスレチックス時代
2013年12月3日にマイケル・チョイス、クリストファー・ボスティックとのトレードで、クレイグ・ジェントリーと共にアスレチックスへ移籍した。
2014年はスプリングトレーニング中のプレシーズン・ゲームで6試合に登板して0勝2敗、防御率4.02と結果を残せず、3月23日に傘下のAAA級サクラメント・リバーキャッツへ配属され、そのまま開幕を迎えた。開幕直後の4月2日にダブルヘッダーで登録枠が拡大したため再昇格し、同日のクリーブランド・インディアンス戦・2試合目に先発として起用され、翌日にAAA級サクラメントへ降格した。9月29日に再昇格したが、登板機会はなく、結局この年は1試合の登板にとどまった。AAA級サクラメントでは17試合（先発16試合）に登板して4勝3敗、防御率5.79、60奪三振を記録した。オフの11月28日にDFAとなった。

### ロッテ・ジャイアンツ時代
2014年12月8日にウェイバー公示を経てピッツバーグ・パイレーツへ移籍したが、12日にDFAとなった。12月15日に韓国野球委員会のロッテ・ジャイアンツと85万ドル（契約金5万ドル）の1年契約を結んだ。2015年はチーム最多の13勝を記録し、韓国プロ野球リーグ最多の210回に登板した。2016年は10勝を記録したが、家庭の事情で同年限りでロッテ・ジャイアンツを退団した。

### パイレーツ時代
2016年12月16日にパイレーツとマイナー契約を結び、2017年のスプリングトレーニングに招待選手として参加することになった。
2017年は開幕を傘下のAAA級インディアナポリス・インディアンスで迎え、5月6日にメジャー契約を結んでアクティブ・ロースター入りした。6月24日に40人枠を外れる形でAAA級インディアナポリスへ配属された。

### ロッテ・ジャイアンツ復帰
2017年7月13日、不振により退団したニック・アディトンの代役としてロッテ・ジャイアンツに復帰し、同年は5勝を記録。

### 斗山時代
2017年12月11日、韓国プロ野球の斗山ベアーズと契約。
2018年は15勝、防御率2.88を記録し最優秀防御率の個人タイトルを受賞した。
2019年は最多勝（20勝）、最多奪三振（189）、レギュラーシーズンMVP（最優秀選手）の個人タイトルを受賞した。シーズン終了後に自由契約となった。

### ブルワーズ時代
2019年12月16日にミルウォーキー・ブルワーズと3年契約を結んだ。
2020年シーズンは2勝4敗、防御率5.16という成績を残した。
2021年5月26日にDFAとなり、28日に傘下のAAA級ナッシュビル・サウンズへ配属された。
2022年オフの11月6日にFAとなり、2023年1月12日に現役引退を表明した。

## 投球スタイル
| 球種           | 配分 | 平均球速 | 平均球速 |
| 球種           | %    | mph      | km/h     |
| -------------- | ---- | -------- | -------- |
| スライダー     | 33   | 86       | 138      |
| フォーシーム   | 33   | 90       | 145      |
| スプリッター   | 20   | 83       | 134      |
| シンカー       | 9    | 90       | 144      |
| カーブ         | 8    | 73       | 117      |
| チェンジアップ | 4    | 82       | 133      |

リリーフ時には平均91mphのフォーシームとツーシーム、88mphのカッターの3つが主要な球種。その他には、スライダー、チェンジアップ、カーブも投げる（2017年）。

## 詳細情報

### 年度別投手成績
| 年 度    | 球 団    | 登 板 | 先 発 | 完 投 | 完 封 | 無 四 球 | 勝 利 | 敗 戦 | セ 丨 ブ | ホ 丨 ル ド | 勝 率 | 打 者 | 投 球 回 | 被 安 打 | 被 本 塁 打 | 与 四 球 | 敬 遠 | 与 死 球 | 奪 三 振 | 暴 投 | ボ 丨 ク | 失 点 | 自 責 点 | 防 御 率 | W H I P |
| -------- | -------- | ----- | ----- | ----- | ----- | -------- | ----- | ----- | -------- | ----------- | ----- | ----- | -------- | -------- | ----------- | -------- | ----- | -------- | -------- | ----- | -------- | ----- | -------- | -------- | ------- |
| 2011     | LAD      | 27    | 0     | 0     | 0     | 0        | 1     | 0     | 0        | 3           | 1.000 | 116   | 29.2     | 21       | 0           | 10       | 3     | 2        | 28       | 3     | 0        | 9     | 9        | 2.73     | 1.05    |
| 2012     | LAD      | 48    | 0     | 0     | 0     | 0        | 2     | 2     | 0        | 15          | .500  | 197   | 47.2     | 42       | 9           | 18       | 0     | 3        | 43       | 1     | 0        | 16    | 16       | 3.02     | 1.26    |
| 2012     | PHI      | 26    | 0     | 0     | 0     | 0        | 1     | 3     | 1        | 7           | .250  | 107   | 23.1     | 19       | 4           | 17       | 2     | 1        | 27       | 1     | 0        | 15    | 12       | 4.63     | 1.54    |
| '12計    | PHI      | 74    | 0     | 0     | 0     | 0        | 3     | 5     | 1        | 22          | .375  | 304   | 71.0     | 61       | 13          | 35       | 2     | 4        | 70       | 2     | 0        | 31    | 28       | 3.55     | 1.35    |
| 2013     | TEX      | 8     | 5     | 0     | 0     | 0        | 1     | 3     | 0        | 0           | .250  | 137   | 31.1     | 35       | 4           | 11       | 2     | 0        | 21       | 2     | 0        | 19    | 19       | 5.46     | 1.47    |
| 2014     | OAK      | 1     | 1     | 0     | 0     | 0        | 0     | 0     | 0        | 0           | ----  | 22    | 4.2      | 5        | 1           | 2        | 0     | 1        | 2        | 0     | 0        | 2     | 2        | 3.86     | 1.50    |
| 2015     | ロッテ   | 32    | 32    | 2     | 1     | 0        | 13    | 11    | 0        | 0           | .542  | 861   | 210.0    | 196      | 28          | 52       | 0     | 12       | 180      | 12    | 0        | 86    | 83       | 3.56     | 1.18    |
| 2016     | ロッテ   | 30    | 30    | 1     | 0     | 0        | 10    | 13    | 0        | 0           | .435  | 791   | 177.1    | 197      | 28          | 77       | 0     | 9        | 148      | 7     | 0        | 109   | 104      | 5.28     | 1.55    |
| 2017     | PIT      | 4     | 0     | 0     | 0     | 0        | 0     | 0     | 0        | 0           | ----  | 51    | 10.1     | 18       | 0           | 3        | 0     | 0        | 10       | 0     | 0        | 9     | 9        | 7.84     | 2.03    |
| 2017     | ロッテ   | 12    | 12    | 0     | 0     | 0        | 5     | 3     | 0        | 0           | .625  | 296   | 72.2     | 66       | 10          | 18       | 0     | 2        | 76       | 3     | 2        | 31    | 30       | 3.72     | 1.16    |
| 2018     | 斗山     | 26    | 26    | 0     | 0     | 0        | 15    | 4     | 0        | 0           | .789  | 681   | 168.2    | 142      | 16          | 38       | 0     | 8        | 157      | 10    | 0        | 56    | 54       | 2.88     | 1.07    |
| 2019     | 斗山     | 30    | 30    | 0     | 0     | 0        | 20    | 3     | 0        | 0           | .870  | 773   | 194.2    | 165      | 13          | 29       | 0     | 6        | 189      | 7     | 0        | 57    | 54       | 2.50     | 1.00    |
| 2020     | MIL      | 12    | 10    | 0     | 0     | 0        | 2     | 4     | 0        | 0           | .333  | 191   | 45.1     | 42       | 6           | 16       | 0     | 3        | 52       | 2     | 0        | 26    | 26       | 5.16     | 1.28    |
| 2021     | MIL      | 8     | 0     | 0     | 0     | 0        | 0     | 0     | 0        | 0           | ----  | 85    | 16.2     | 23       | 5           | 10       | 0     | 3        | 17       | 3     | 0        | 18    | 18       | 9.72     | 1.98    |
| MLB：7年 | MLB：7年 | 134   | 16    | 0     | 0     | 0        | 7     | 12    | 1        | 25          | .368  | 906   | 209.0    | 205      | 29          | 87       | 7     | 13       | 200      | 12    | 0        | 114   | 111      | 4.78     | 1.40    |
| KBO：5年 | KBO：5年 | 130   | 130   | 3     | 1     | 0        | 63    | 34    | 0        | 0           | .649  | 3402  | 823.1    | 766      | 95          | 214      | 0     | 37       | 750      | 39    | 2        | 339   | 325      | 3.55     | 1.19    |

- 2021年シーズン終了時
- 各年度の太字はリーグ最高

### 年度別守備成績
| 年 度 | 球 団  | 投手（P） | 投手（P） | 投手（P） | 投手（P） | 投手（P） | 投手（P） |
| 年 度 | 球 団  | 試 合     | 刺 殺     | 補 殺     | 失 策     | 併 殺     | 守 備 率  |
| ----- | ------ | --------- | --------- | --------- | --------- | --------- | --------- |
| 2011  | LAD    | 27        | 1         | 4         | 0         | 0         | 1.000     |
| 2012  | LAD    | 48        | 2         | 8         | 0         | 1         | 1.000     |
| 2012  | PHI    | 26        | 1         | 0         | 1         | 0         | .500      |
| '12計 | PHI    | 74        | 3         | 8         | 1         | 1         | .917      |
| 2013  | TEX    | 8         | 1         | 5         | 0         | 0         | 1.000     |
| 2014  | OAK    | 1         | 0         | 0         | 0         | 0         | ----      |
| 2015  | ロッテ | 32        | 11        | 30        | 0         | 2         | 1.000     |
| 2016  | ロッテ | 30        | 15        | 18        | 1         | 1         | .971      |
| 2017  | PIT    | 4         | 0         | 2         | 0         | 0         | 1.000     |
| 2017  | ロッテ | 12        | 2         | 5         | 1         | 1         | .875      |
| 2018  | 斗山   | 26        | 8         | 7         | 0         | 1         | 1.000     |
| 2019  | 斗山   | 30        | 13        | 10        | 2         | 0         | .920      |
| 2020  | MIL    | 12        | 2         | 1         | 0         | 0         | 1.000     |
| MLB   | MLB    | 126       | 7         | 20        | 1         | 1         | .964      |
| KBO   | KBO    | 130       | 49        | 70        | 4         | 5         | .960      |

- 2020年度シーズン終了時
- 各年度の太字はリーグ最高

### 背番号
- 52（2011年 - 2012年途中）
- 43（2012年途中 - 同年終了、2015年 - 2016年、2017年7月 - 11月）
- 25（2013年 - 2014年）
- 47（2017年 - 同年6月）
- 34（2018年 - 2019年）
- 29（2020年 - 2021年）